# Julius Schoppe
Pour l’article homonyme, voir Amalie Schoppe.
Julius Schoppe (né le 27 janvier 1795, mort le 30 mars 1868) est un peintre allemand de portraits, de paysages, de scènes historiques et de fresques.

## Biographie
Il étudie à l'Académie des arts de Berlin, et voyage à Vienne en 1816 et à Rome en 1817. Il est professeur à l'Académie de Berlin en 1836.

## Galerie

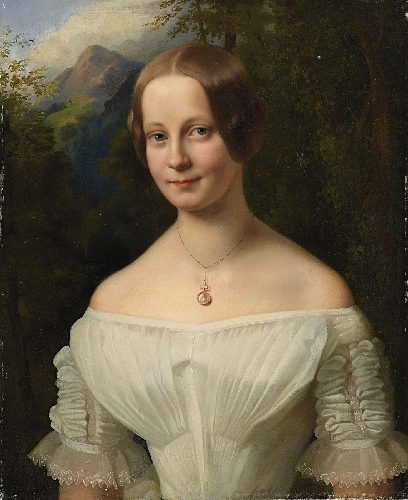
Portrait d'une jeune femme
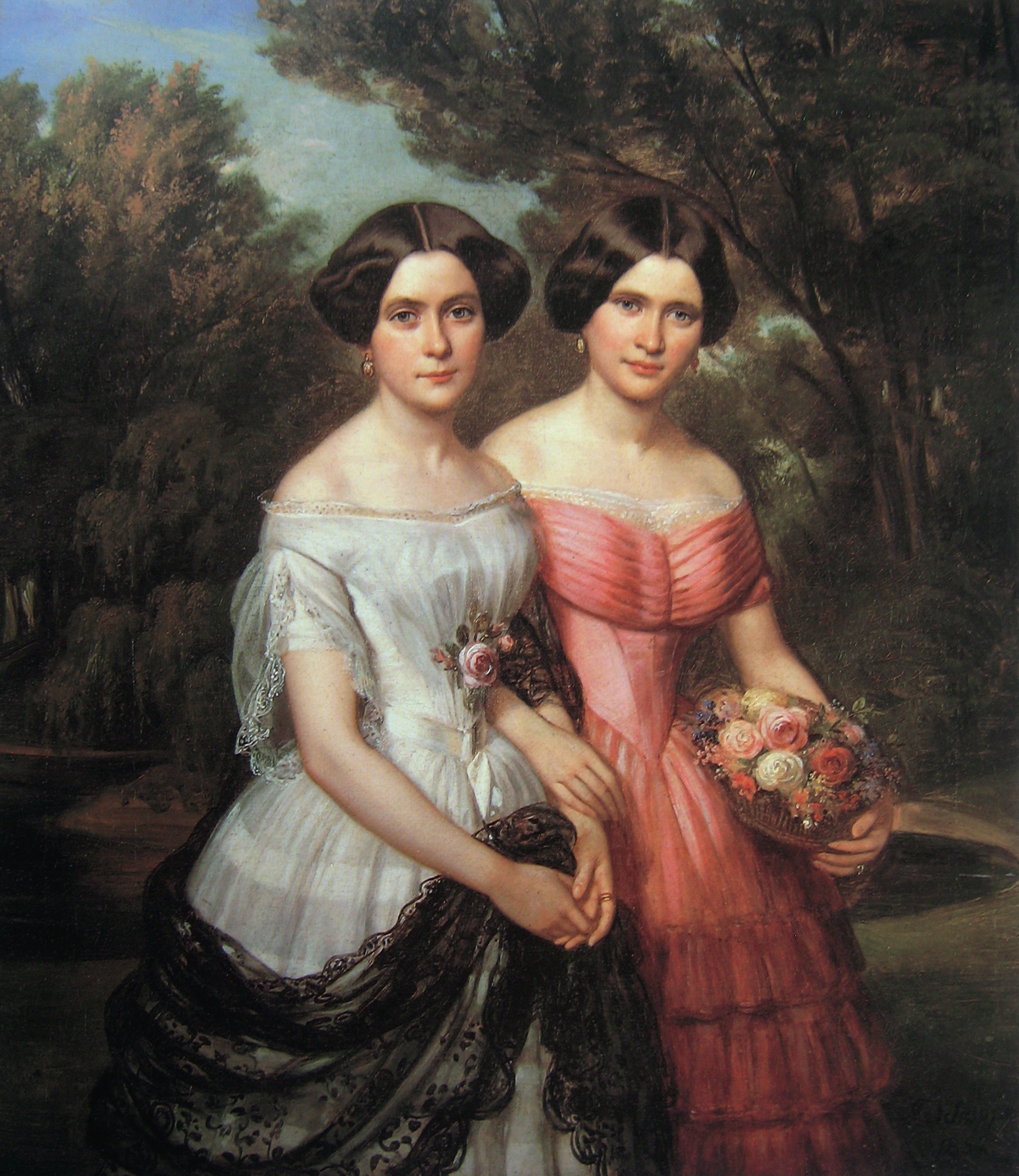
Les sœurs Schoppe (1852)
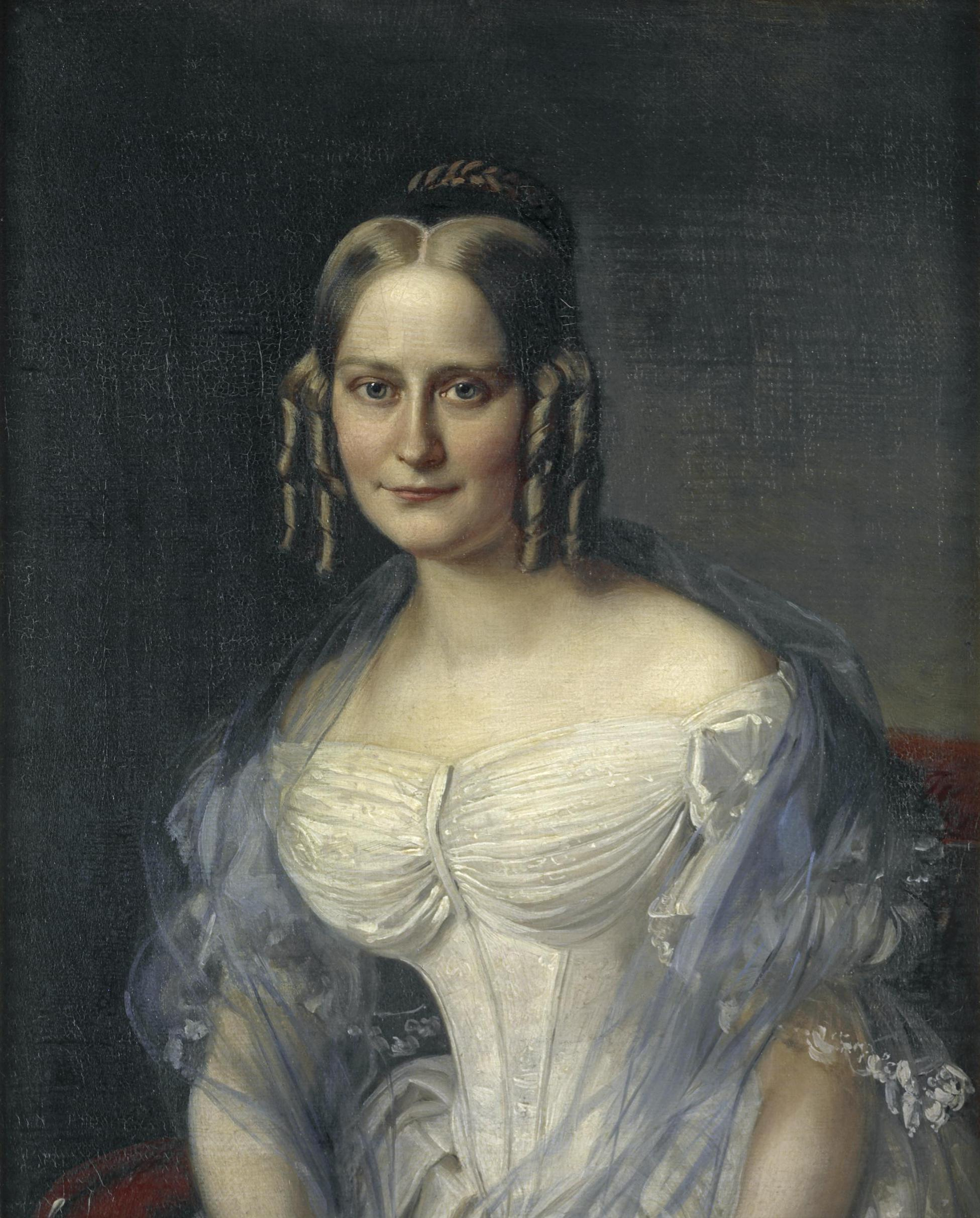
Mathilde Wilhelmine Louise von Stürler-Böttiche - 1838
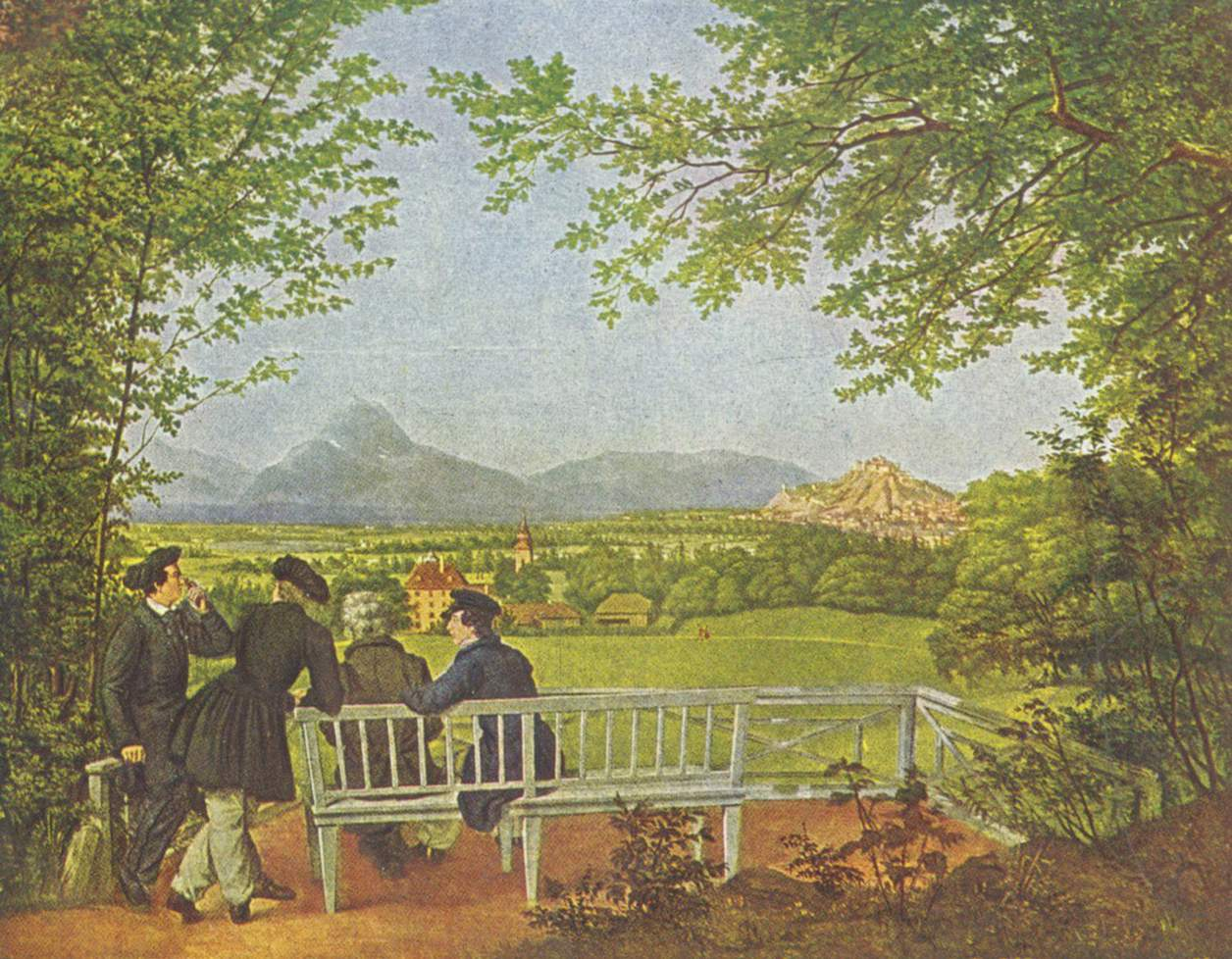
Vue sur Salzbourg